# Ejtuny
Ejtuny (biał. Эйтуны, Ejtuny; ros. Эйтуны, Ejtuny) – wieś na Białorusi, w obwodzie grodzieńskim, w rejonie lidzkim, w sielsowiecie Dworzyszcze, nad Żyżmą i przy drodze republikańskiej R89.

## Historia
W XIX i w początkach XX w. położone były w Rosji, w guberni wileńskiej, w powiecie lidzkim.
W dwudziestoleciu międzywojennym leżały w Polsce, w województwie nowogródzkim, w powiecie lidzkim, w gminie Żyrmuny. W 1921 miejscowość liczyła 397 mieszkańców, zamieszkałych w 86 budynkach, wyłącznie Polaków. 364 mieszkańców było wyznania rzymskokatolickiego, 28 prawosławnego i 5 mojżeszowego.
Po II wojnie światowej w granicach Związku Sowieckiego. Od 1991 w niepodległej Białorusi.